# Trachylepis nancycoutuae
Espèce
Synonymes
- Mabuya nancycoutuae Nussbaum & Raxworthy, 1998

Statut de conservation UICN

 NT  : Quasi menacé
Trachylepis nancycoutuae est une espèce de sauriens de la famille des Scincidae.

## Répartition

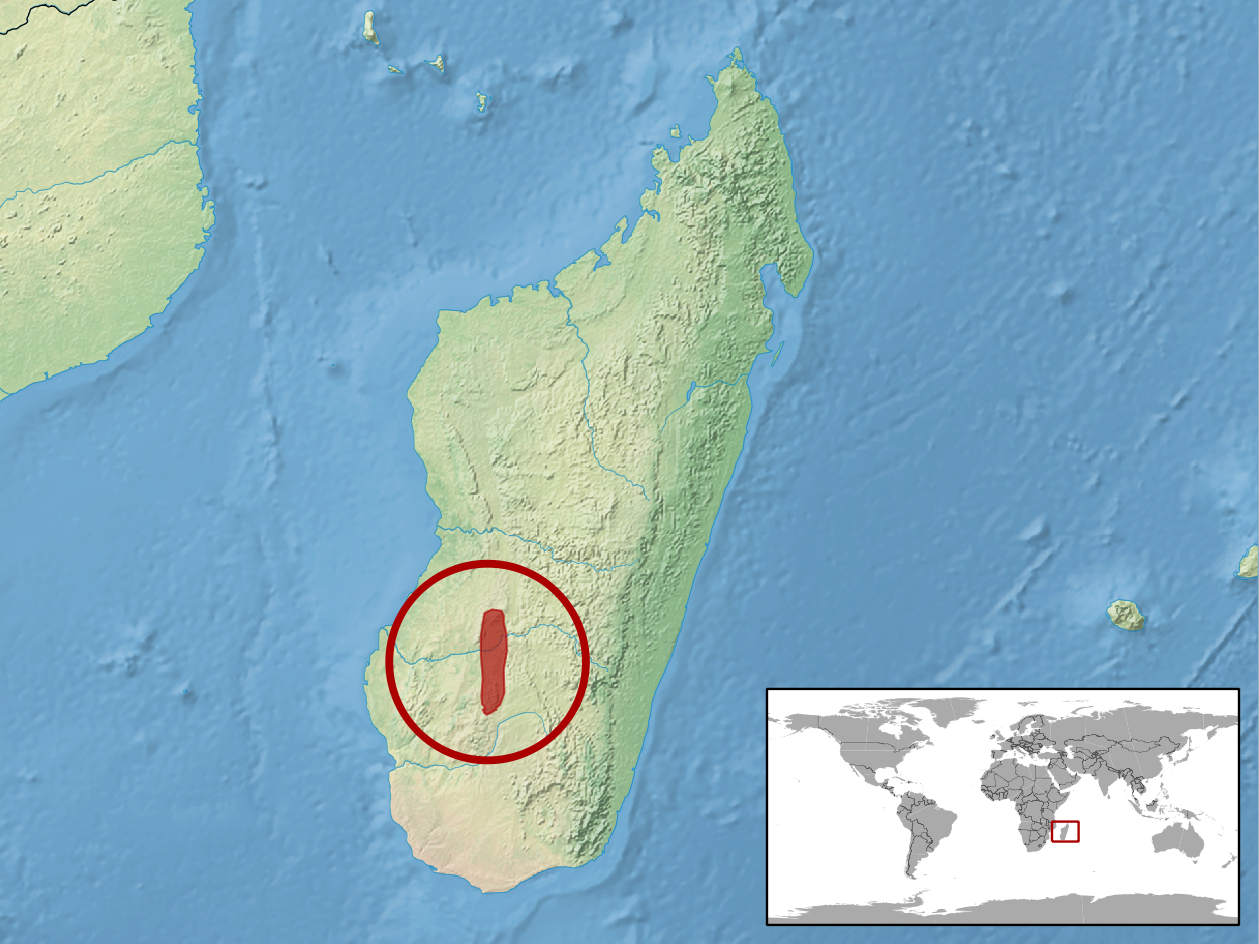
Répartition de l'espèce.

Cette espèce est endémique du parc national de l'Isalo à Madagascar.

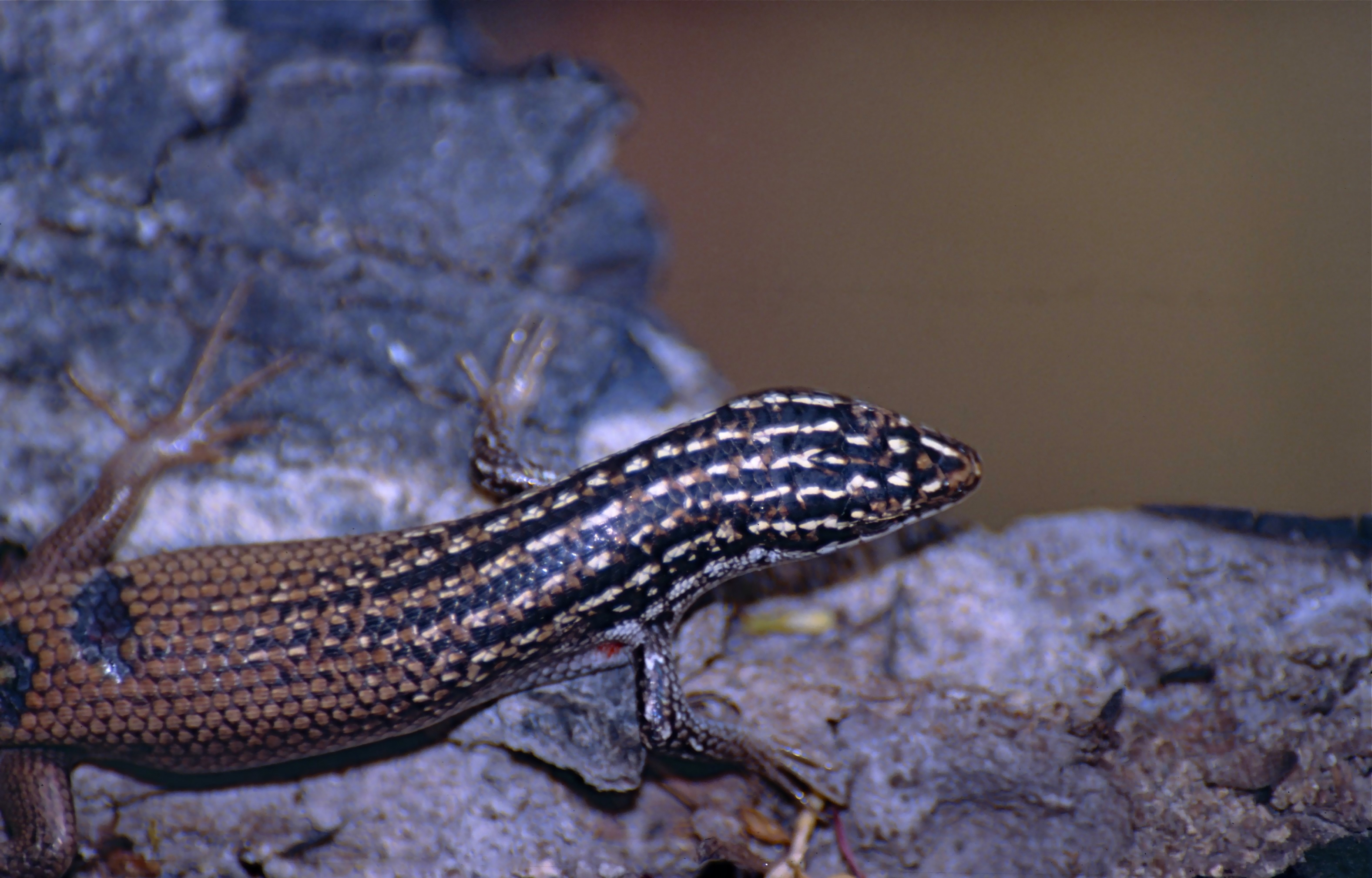

## Étymologie
Cette espèce est nommée en l'honneur de Nancy Coutu (1967–1996).

## Publication originale
- Nussbaum & Raxworthy, 1998 : A new species of Mabuya Fitzinger (Reptilia: Squamata: Scincidae) from the High Plateau (Isalo National Park) of South-Central Madagascar. Herpetologica, vol. 54, no 3, p. 336-343.